# Centro Histórico de Aracati
O Centro Histórico do Aracati compreende a área histórica da cidade do Aracati, no estado brasileiro do Ceará, composto por ruas e monumentos arquitetônicos da época dos séculos XVIII, XIX e XX. O conjunto arquitetônico passou a ser considerado patrimônio nacional, sendo tombado pelo Instituto do Patrimônio Histórico e Artístico Nacional (IPHAN) em abril de 2000.

## Descrição
A cidade possui 154.824m² de área de tombamento rigoroso, onde estão inseridos 275 imóveis. Ao redor desse espaço, existem 786.151 m², englobando 1.157 edificações, como parte do poligonal de entorno, espaço que circunda o tombamento rigoroso e que também é regulado por uma série de restrições quanto a intervenções físicas.

## História
Suas construções são datadas dos séculos XVIII, época do Ciclo do Gado, século XIX, ciclo comercial e do algodão, e século XX, ciclo industrial.

## Monumentos e instalações
Todas das edificações mais relevantes são:
- Igreja de Nosso Senhor do Bonfim (1774) - Edificada em 1772, por Pedro Ferreira de Almeida e inaugurada em 1774, por Manuel da Fonseca, vigário de Russas. Sua arquitetura barroca leva uma pintura de azul e branco em contraste. Na parte posterior da Igreja encontra-se o cemitério da Irmandade do Bonfim, local reservado durante muito tempo às pessoas de grande poder aquisitivo e que pagavam altos preços para serem enterrados dentro das igrejas. Os túmulos foram construídos em mármore Carrara.[1][3][4]

- Casa da Câmara e Cadeia (1779) - Segue os moldes tradicionais das casas de câmara e cadeia no Brasil colonial. Sua construção foi iniciada em 1779. Originalmente, a cadeia pública funcionava na parte térrea, e a câmara, no pavimento superior. Em 1812, o Governador da província Luís Barba Alardo de Menezes, em suas Memórias da Capitania do Ceará Grande, revelava que a Casa de Cadeia e Câmara "eram a melhor da Capitania, mais asseada e mobiliada". Em 1960, o prédio foi restaurado pelo Iphan. Até o ano de 1988 era possível ver os presos em suas celas que davam de frente para a rua Coronel Alexanzito, esta era a forma de fazer com que estes se envergonhassem do delito que haviam cometido e a população os conhecesse. Somente após este ano é que foi construído um novo presídio para cidade e a cadeia deixou de ter sua funcionalidade carcerária. Atualmente ainda funciona a Câmara dos Vereadores do Aracati na parte superior e na parte inferior está instalada a biblioteca do patrimônio e o SINE/IDT.[1][3][4]

- Casa de Adolfo Caminha - Nascido no Aracati no dia 29 de maio de 1867. Viveu um grande amor que o levou a perder sua carreira militar e seguiu sua vida para a literatura. Escreveu o romance A Normalista em 1893, no Rio de Janeiro. A obra o fez conhecido nacionalmente e considerado até hoje o maior romancista naturalista do Brasil. Morreu tuberculoso em 1897, sendo enterrado no jardim da Igreja Nossa Senhora do Rosário dos Pretos, no Centro de Fortaleza.[1][3][4]

- Casa de Beni de Carvalho - Benedito Augusto de Carvalho dos Santos nasceu no Aracati em 3 de janeiro de 1886. Bacharelou-se em ciências jurídicas e sociais pela Faculdade de Direito de Recife, sendo depois professor catedrático mediante concurso público da Faculdade de Direito do Ceará. Em 1920 foi nomeado professor do Colégio Militar do Ceará, transferido depois para o Rio de Janeiro. No magistério militar atingiu o generalato. Foi vice-presidente do Estado do Ceará, deputado federal e interventor federal em 1945-1946. Foi ainda membro do Conselho Nacional de Educação e pertenceu à Academia Cearense de Letras.[1][3]

- Casa sede da Confederação do Equador - Casa que serviu de sede do governo da Confederação do Equador no Ceará em outubro de 1824. A vila do Aracati foi atacada e tomada pelas tropas revolucionárias, chefiadas por Tristão Gonçalves de Alencar Araripe e outros companheiros como Miguel Pereira e Luis Inácio de Azevedo Bolão. Os invasores abandonaram a vila em 23 do mesmo mês, levando o produto do saque: animais, dinheiro e mantimentos.[1][3]

- Sobrado do Barão de Aracati (Museu Jaguaribano) - Antiga residência construída em estilo neoclássico - em reação ao barroco e ao classicismo renascentista, o Museu Jaguaribano é, ao lado da Igreja Matriz de Nossa Senhora do Rosário, um dos marcos da ocupação colonial do Ceará por meio do Aracati. O Solar do Barão de Aracati se pretende museu desde o fim da década de 60. Fechou diversas vezes, sendo finalmente restaurado pelo Iphan. O sobrado está implantado em lote urbano tradicional e distribui-se em quatro pavimentos, sendo o quarto deles correspondente ao sótão e possui aberturas nas empenas laterais. Sua fachada principal destaca-se pelo revestimento de azulejos portugueses estampilhados, apresentando aberturas por balcão único no primeiro pavimento e balcões individuais no segundo.[2][3][4] Esta mansão de três pavimentos é uma das principais peças urbanas do patrimônio histórico e cultural da região Jaguaribana.[3]

- Casa do Monsenhor Bruno - Monsenhor Bruno Rodrigues da Silva Figueiredo nasceu no Aracati no dia 06 de outubro de 1852. Ainda aluno ensinou no seminário de Fortaleza onde se ordenou no dia 30 de novembro de 1875. Dirigiu o Ateneu Cearense, o Liceu e o Instituto de Humanidades. Foi homenageado tendo seu nome em uma das ruas de Fortaleza. Publicou Oração Fúnebre por ocasião das exéquias do Papa Leão XIII. Foi vigário de Maranguape e pároco do Aracati até o fim de seus dias, falecendo em 29 de setembro de 1930.[3]

- Igreja Matriz Nossa Senhora do Rosário - É uma construção dos primeiros anos do século XVIII, concluída na segunda metade do século XIX. Segundo o livro da Irmandade do Santíssimo Sacramento, uma capela deu origem à igreja. Era coberta de palha, tinha a fachada de tijolos e as paredes laterais de taipa. Em sua estrutura física encontra-se uma porta central ladeada por duas outras entalhadas a ponta de faca e com almofadas em relevo. Na fachada pode-se observar os sinos, o relógio carrilhão e o registro da data de sua edificação escrita em romanos o ano de 1785. Seu interior é rico em obras de talha e imagens dignas de apreciação.[3][4]